# Elche
Elche (španjolski) ili Elx (valencijsko narječje) je grad u španjolskoj pokrajini Alicante, španjolske autonomne zajednice Valencija. Elche je treći grad po broju stanovnika u Valenciji i 20. u Španjolskoj, a stanovnici se nazivaju il-licitanci (španj. ilicitanos, valencijski: il-licitans). Grad se nalazi 11 km od Sredozemnog mora, ali je dio šireg područja grada na obali. Kroz grad teče rječica Vinalopó koja se ulijeva u more, a grad dijeli na dva dijela.
U Elcheu se nalazi konferencijski centar Ciutat d'Elx, međunarodna zračna luka Aeropuerto de Alicante, javno sveučilište Universidad Miguel Hernández i privatno sveučilište Universidad CEU Cardenal Herrera. Zasad palmi Palmeral de Elche je 2000. godine upisan na UNESCO-ov popis mjesta svjetske baštine u Europi kao jedan od najstarijih (5. st. pr. Kr.), ali i najvećih na svijetu.
Najveći športski klub je nogometni klub Elche CF koji igra u španjolskoj drugoj ligi.

## Povijest
Deset kilometara od današnjeg središta grada, na obali (današnja četvrt La Alcudia), bilo je mjesto gdje su Grci iz grada Helice u Aheji osnovali koloniju Helike oko 600. pr. Kr. Koloniju su kasnije osvojili Iberi i nazvali ju Ilici. Tijekom Punskih ratova osvajali su je Kartažani i Rimljani, a kasnije je postala rimskom kolonijom. Nakon kratke vlasti Bizantskog Carstva, grad osvajaju Goti koji u njoj osnivaju biskupiju.
Elche je izgubio važnost za vrijeme maurske okupacije i središte grada se premješta sjeverno, na današnju lokaciju. Jakov II. Aragonski je osvojio grad tijekom rekonkviste u 13. stoljeću i grad je otpočeo rasti sve do 18. stoljeća.
Dolaskom željeznice u 19. stoljeću, Elche je postao središtem industrije obuće.

## Znamenitosti
U Elcheu su pronađeni mnogi arheološki spomenici od kojih je najpoznatija "Dama iz Elchea" (Dama de Elche/Dama d'Elx), Iberijska kamena bista božice-majke iz 4. st. pr. Kr.
Najpoznatija znamenitost je plantaža palmi Palmeral de Elche/Palmerar d'Elx u kojemu se nalzi više od 200,000 palmi, a prostire se na više od 3,5 km² od kojih je 1,5 km² dio Općinskog parka u samom gradu Elcheu. Vjeruje se da su palme donijeli Kartažani iz Afrike u 5. stoljeću pr. Kr., a sustav navodnjavanja su izgradili Mauri za vladavine Abd ar-Rahmana I. (755. – 788.), a nakon rekonkviste kršćanski vladari su donijeli set zakona kako bi zaštitili plantažu. God. 2000. Palmeral Elchea je postao UNESCO-ova svjetska baština. Najpoznatija palma je "Carska palma" koja ima sedam ogranaka u obliku kandelabra.
Dvorac Altamira ili Alcázar de la Señoría nalazi se u Općinskom parku, a izgradili su ga Almohadi od 12. – 13. stoljeća, a obnovili kršćanski vladari u 15. stoljeću. Ova bivša utvrda je 1913. godine pretvorena u tvornicu, a danas je Arheološki i povijesni muzej Elchea (Museo Arqueológico y de Historia de Elche).
U gradu se nalaze i:
- Arapske kupke (Baños Arabes) koje su zapravo rimske terme.
- Gospina bazilika (Basilica Santa Maria)
- Toranj Calahorra s kvadratičnom maurskom osnovom koji je bio dio gradskih zidina
- Gradska vijećnica
- Samostan Convento de la Merced

- Gospina bazilika
- Glavni oltar
- Dvorac Altamira
- Plantaža palmi
- Carska palma

Misterij Elxa (Misteri d'Elx) je lirsko-sakralna srednovjekovna drama iz 15. stoljeća koja je UNESCO-ova nematerijalna svjetska baština od 2002. godine. Izvodi se svake godine polovicom kolovoza u sklopu tjedna posvećenog Uznesenju Djevice Marije (Velika Gospa). Također u tom tjednu, 13. kolovoza, slavi se "Noć zore" (Nit de l'Albà) tijekom koje vatromet traje cjelu noć.

## Gospodarstvo
Gospodarstvo grada se temelji na proizvodnji obuće, a s preko 1000 tvornica Elche je najveće središte industrije obuće u Europi. Ostale privredne grane su: poljoprivreda (datulje, masline, žitarice i narovi), proizvodnja gume, trgovina koja zapošljava 20 % stanovništva, i turizam.

## Gradovi prijetelji
- Toulouse, Francuska (od 1981.)

## Vanjske poveznice
- Virtualni obilazak grada od 360º  Arhivirana inačica izvorne stranice od 2. veljače 2011. (Wayback Machine) (šp.)
- Gospodarske i društvene informacije o Elcheu iz 2007.  Arhivirana inačica izvorne stranice od 7. rujna 2017. (Wayback Machine) (engl.)